# Telaranea cuneifolia
Telaranea cuneifolia är en bladmossart som först beskrevs av Franz Stephani, och fick sitt nu gällande namn av J.J.Engel et G.L.Merr.. Telaranea cuneifolia ingår i släktet Telaranea och familjen Lepidoziaceae. Inga underarter finns listade i Catalogue of Life.